# Burcei
Burcei là một đô thị ở tỉnh Sud Sardegna, vùng Sardinia của Italia, có vị trí cách khoảng 25 km về phía đông bắc của Cagliari. Đến thời điểm ngày 31 tháng 12 năm 2004, đô thị này có dân số 2.943 và diện tích là 94,8 km².
Burcei giáp các đô thị: San Vito, Sinnai, Villasalto.